# Кнессет 8-го созыва
Кнессет 8-го созыва (ивр. הכנסת השמינית‎) — состав кнессета (парламента Израиля), срок действия которого продолжался с 21 января 1974 по 13 июня 1977 года. На выборах 31 декабря 1973 года, перенесённых на два месяца из-за войны Судного дня, в кнессет были выбраны 10 фракций, получивших в его составе от 51 («Маарах») до 1 (две фракции) мандата. председателем кнессета был во второй раз избран депутат от «Маараха» Исраэль Йешаяху-Шараби; выборы президента Израиля за время работы кнессета 8-го созыва не проводились.
За срок полномочий кнессета были последовательно сформированы два правительства Израиля — 16-е и 17-е, опирающиеся в первую очередь на депутатов от блока «Маарах» и возглавляемые соответственно Голдой Меир и Ицхаком Рабином. Досрочные выборы в кнессет 9-го созыва были назначены после того, как правящая коалиция потеряла большинство в кнессете в связи с выходом из неё Национально-религиозной партии (МАФДАЛа). В период работы кнессета 8-го созыва были приняты два Основных закона — о государственном хозяйстве и об армии, а также закон о местной власти 1975 года и уголовный кодекс 1977 года. Формирование в 1975 году следственной комиссии по статусу женщины положило начало реформам в сфере равенства полов. Сопротивление религиозных партий не позволило принять ещё два основных закона: о законодательном процессе и о гражданских правах.

## Результаты выборов
Выборы в кнессет 8-го созыва, запланированные на октябрь 1973 года, были перенесены на два месяца из-за войны Судного дня, начавшейся 6 октября. События войны заставили израильские партии внести изменения в свои политические платформы — так, в платформе блока «Маарах» появилось упоминание палестинского народа, существование которого израильское руководство ранее отрицало. «Ликуд», основная партия правого националистического лагеря, позиционировал себя в преддверии новых выборов не как оппозицию левому правительству, а как потенциального партнёра в правительстве национального единства, смягчив позиции по ряду внешнеполитических вопросов (мирные переговоры и потенциальное отступление с занятых территорий).
Ряд небольших радикально-левых партий — «Мокед», «Чёрные пантеры», Революционно-социалистический список, «МЕРИ» и «Кахоль-лаван» (последние две пришли на смену списку Ури Авнери «Ха-Олам ха-зе», имевшему двух представителей в кнессете 7-го созыва) — не сумели объединить усилия, в основном из-за личных разногласий в руководстве. Напротив, две ультрарелигиозные еврейские партии «Агудат Исраэль» и «Поалей Агудат Исраэль», шли на выборы как единый блок — Религиозный фронт Торы.
Выборы прошли 31 декабря 1973 года. В общей сложности на них проголосовали более 3/4 из 2,04 млн зарегистрированных избирателей (1 566 855 учтённых голосов). При электоральном барьере в 1 % «вес» одного депутатского мандата составил 12 424 голоса. Суммарно в кнессет прошли 10 списков, из которых «Большая тройка» («Маарах», «Ликуд» и Национальная религиозная партия (МАФДАЛ) получили порядка 80 % мест — 100 мандатов. На остальные 7 фракций пришлись 20 мандатов, причём два списка — «Мокед» и Арабский список в пользу бедуинов и деревень — были представлены в кнессете одним депутатом каждый.

Первоначальный состав кнессета 8-го созыва

Как Арабский список в пользу бедуинов и деревень, так и список «Прогресс и развитие» были сателлитными арабскими партиями «Маараха». Суммарно социалистический сионистский блок и его арабские сателлиты, представленные в кнессете 6-го созыва 68, а в следующем — 60 депутатами, получили на очередных выборах только 54 мандата, тогда как «Ликуд» увеличил своё представительство с 32 до 39 депутатов. Результаты выборов подчеркнули дальнейший сдвиг израильской политической системы, в первые годы строившейся вокруг одной доминирующей партии, к противостоянию двух относительно равных блоков. Значительный прирост голосов получил также Новый коммунистический список (РАКАХ) благодаря тому, что за него проголосовали многие арабские избиратели, ранее поддерживавшие сионистов-социалистов. РАКАХ, среди членов которого были в основном арабы, но в парламентской фракции представленный поровну арабами и евреями, стал крупнейшей левой партией в новом составе кнессета.
| Фракция                                      | Получено голосов | Процент от общего числа | Мест в кнессете |
| -------------------------------------------- | ---------------- | ----------------------- | --------------- |
| Маарах                                       | 621 183          | 39,6                    | 51              |
| Ликуд                                        | 473 309          | 30,2                    | 39              |
| МАФДАЛ                                       | 130 349          | 8,3                     | 10              |
| Религиозный фронт Торы                       | 60 012           | 3,8                     | 5               |
| Независимые либералы                         | 56 560           | 3,6                     | 4               |
| РАКАХ                                        | 53 353           | 3,4                     | 4               |
| РАЦ                                          | 35 023           | 2,2                     | 3               |
| Прогресс и развитие                          | 22 604           | 1,4                     | 2               |
| Мокед                                        | 22 147           | 1,4                     | 1               |
| Арабский список в пользу бедуинов и деревень | 16 408           | 1,0                     | 1               |

## Состав фракций и правящая коалиция
Количество фракций увеличилось в начале работы кнессета 8-го созыва до 12 к концу срока его полномочий. Изменения включали слияние двух арабских партий в Объединённый арабский список и распад Религиозного фронта Торы на составлявшие его партии «Агудат Исраэль» и «Поалей Агудат Исраэль», а также выход нескольких депутатов из состава фракций «Маараха», «РАЦа» и Независимых либералов.
Потенциально «Маарах» мог сформировать правящую коалицию либо с религиозными партиями (представленными 15 депутатами), либо с секулярным блоком, который составляли Независимые либералы и образованная незадолго до выборов правозащитная партия «РАЦ». Союз с МАФДАЛом представлял сложность из-за увеличившихся требований руководства этой партии, настаивавшего на праве определять, кто является евреем, и враждебного отношения к ней со стороны левого крыла «Маараха», которое составляли депутаты от партии МАПАМ. Однако личные неприязненные отношения Голды Меир и лидера «РАЦа» Шуламит Алони сделали невозможным участие последней в правительстве Меир. Таким образом, 16-е правительство Израиля было сформировано на основе «Маараха», Независимых либералов и МАФДАЛа, и поддерживавшая его коалиция включала 68 депутатов. После ухода Голды Меир в отставку новая коалиция, сформированная Ицхаком Рабином, поначалу включала в себя 61 депутата от «Маараха», Независимых либералов и «РАЦа». В таком составе, однако, она просуществовала лишь несколько месяцев, после чего партия Алони покинула правительство, а её место снова занял МАФДАЛ, увеличив тем самым поддержку кабинета до 68 членов кнессета. В конце 1976 года разногласия между Рабином и религиозными сионистами, однако, усилились настолько, что премьер-министр предпочёл исключить МАФДАЛ из коалиции и назначить досрочные выборы, поскольку его правительство утратило поддержку большинства депутатов.
На момент начала работы кнессета женщины занимали 10 из 120 депутатских мест — самый высокий показатель в период с 4-го по 12-й созывы (аналогичный показатель был зафиксирован также в 5-м и 11-м созывах). В общей сложности депутатами кнессета побывали за этот созыв 12 женщин, включая премьер-министра Голду Меир и начавших работу по ходу срока полномочий кнессета Сенету Йосефталь и Читу Линкер. В числе трёх депутатов партии «РАЦ», прошедших в кнессет, были две женщины — Шуламит Алони и Марша Фридман. Единственной партией, официально бронировавшей место в кнессете для женщины, была входящая в «Маарах» партия МАПАМ: гарантированное восьмое место в её списке получила Хайка Гроссман.
| Маарах | Ликуд | МАФДАЛ |                                                                     |
| --- | --- | --- | ------------------------------------------------------------------- |
| 1. Игаль Алон 2. Йосеф Аарон Альмоги 3. Адиэль Аморай 4. Ари Анкорион 5. Шошана Арбели-Альмозлино 6. Моше Барам 7. Ицхак Бен-Аарон 8. ← Мордехай Бен-Порат 9. Моше Вертман 10. Исраэль Галили 11. Матильда Гез 12. ← Цви Гершони 13. Авраам Гибельбер 14. Хайка Гроссман-Оркин 15. Песах Группер 16. Моше Даян 17. Иехуда Драницкий 18. Дов Закин 19. Авраам Зильберберг 20. Исраэль Йешаяху-Шараби 21. Исраэль Каргман 22. Моше Кармель 23. Нузхат Кацав 24. Давид Корен 25. Шалом Левин 26. ← Голда Меир 27. Элияху Мояль 28. Ицхак Навон 29. Ора Намир 30. ← Авраам Офер 31. Шимон Перес 32. Ицхак Рабин 33. Элиэзер Ронен 34. ← Пинхас Сапир 35. Йоси Сарид 36. Меир Тальми 37. ← Узи Фейнерман 38. Менахем Хакоэн 39. Бен-Цион Хальфон 40. Михаэль Хариш 41. Эстер Херлиц 42. Шломо Хилель 43. Хаим Йосеф Цадок 44. Моше Шахаль 45. Абба Эвен 46. ← Арье Элиав 47. ← Абд эль-Азиз эль-Зуби 48. Аарон Эфрат 49. Гад Яакоби 50. Аарон Ядлин 51. ← Аарон Ярив 52. Авиад Яфе 53. → Хавив Шимони 54. → Амос Хадар 55. → Яаков Жак Амир 56. → Яаков Франк 57. → Сенета Йосефталь 58. → Иехиэль Лекет 59. → Цви Альдероти | 1. Шнеур Залман Абрамов 2. Моше Аренс 3. Йорам Аридор 4. Йоханан Бадер 5. Менахем Бегин 6. Едидья Беэри 7. Игаль Горовиц 8. Леон Дициян 9. Матитьяху Дроблес 10. Менахем Едид 11. Авраам Йоффе 12. Авраам Кац 13. Бен-Цион Кешет 14. Хаим Корфу 15. Геула Коэн 16. Меир Коэн-Авидов 17. Йосеф Кремерман 18. Хаим Ландау 19. Давид Леви 20. Эйтан Ливни 21. Амнон Лин 22. Ицхак Модаи 23. Моше Ниссим 24. ← Акива Ноф 25. Эхуд Ольмерт 26. Гидеон Пат 27. Ицхак Перец 28. Элимелех-Шимон Рималт 29. Йосеф Тамир 30. ← Шмуэль Тамир 31. Йехезкиель Фломин 32. ← Беньямин Халеви 33. Ицхак Шамир 34. ← Ариэль Шарон 35. Авраам Шехтерман 36. Залман Шоваль 37. Элиэзер Шостак 38. Симха Эрлих 39. → Игаль Коэн 40. → Хаим Кауфман 41. → Чита Линкер 42. → Амаль Насер-эль-Дин 43. → Хилель Зейдель | 1. Аарон Абухацира 2. Элиэзер Автави 3. Иехуда Бен-Меир 4. Йосеф Бург 5. Зерах Вархафтиг 6. Авраам Меламед 7. Ицхак Рафаэль 8. ← Яаков Михаэль Хазани 9. Звулун Хаммер 10. Пинхас Шейнман 11. → Симха Фридман |                                                                     |
| Религиозный фронт Торы | РАКАХ/ХАДАШ | Независимые либералы | РАЦ                                                                 |
| 1. ← Иехуда Меир Абрамович 2. ← Авраам Вердигер 3. ← Калман Кахана 4. ← Шломо Лоринц 5. ← Менахем Поруш 6. ↔ Шломо-Яаков Гросс | 1. Меир Вильнер 2. Тауфик Зияд 3. Авраам Левенбраун 4. Тауфик Туби | 1. ← Гилель Зейдель 2. ← Моше Коль 3. ← Гидеон Хаузнер 4. Иехуда Шаари 5. → Нисим Элиад 6. → Ицхак Голан | 1. Шуламит Алони 2. Боаз Моав 3. ← Марша Фридман                    |
| Прогресс и развитие | Мокед | Арабский список в пользу бедуинов и деревень | Агудат Исраэль                                                      |
| 1. ← Джабер Муади 2. ← Сейф эд-Дин эль-Зуаби | 1. Меир Паиль | 1. ← Хамад Абу-Равия | 1. → Иехуда Меир Абрамович 2. → Шломо-Яаков Гросс 3. → Шломо Лоринц |
| Объединённый арабский список | Поалей Агудат Исраэль | Социал-демократическая фракция | Независимый депутат                                                 |
| 1. → Хамад Абу-Равия 2. → Джабер Муади 3. → Сейф эд-Дин эль-Зуаби | 1. → Авраам Вердигер 2. → Калман Кахана | 1. ← Марша Фридман 2. → Арье Элиав | 1. → Мордехай Бен-Порат                                             |

1. 1 2  Вышел из фракции «Маарах», став независимым депутатом
2. 1 2  1 сентября 1976 года Сенета Йосефталь сменила в кнессете скончавшегося Цви Гершони
3. 1 2  10 июня 1974 года Яаков Амир сменил в кнессете Голду Меир
4. 1 2  3 января 1977 года Иехиэль Лекет сменил в кнессете скончавшегося Авраама Офера
5. 1 2  12 августа 1975 года Яаков Франк сменил в кнессете скончавшегося Пинхаса Сапира
6. 1 2  8 апреля 1974 года Амос Хадар сменил в кнессете Узи Фейнермана
7. 1 2  Создал с депутатами «РАЦа» фракцию «Яад», затем перешёл в Социал-демократическую фракцию
8. 1 2  14 февраля 1974 года Хавив Шимони сменил в кнессете скончавшегося Абд эль-Азиза эль-Зуби
9. 1 2  16 мая 1977 года Цви Альдероти сменил в кнессете Аарона Ярива
10. 1 2  22 января 1977 года Амаль Насер-эль-Дин сменил в кнессете Акиву Нофа
11. 1 2  21 января 1977 года Чита Линкер сменила в кнессете Шмуэля Тамира
12. 1 2  19 января 1977 года Хаим Кауфман сменил в кнессете Беньямина Халеви
13. 1 2  23 декабря 1974 года Игаль Коэн сменил в кнессете Ариэля Шарона
14. 1 2  Перешёл из фракции Независимых либералов в «Ликуд»
15. 1 2  2 июля 1975 года Симха Фридман сменил в кнессете скончавшегося Михаэля Хазани
16. 1 2 3 4 5 6  Вышел из Религиозного фронта Торы с фракцией «Агудат Исраэль»
17. 1 2 3 4  Вышел из Религиозного фронта Торы с фракцией «Поалей Агудат Исраэль»
18. 1 2  23 ноября 1975 года Шломо-Яаков Гросс сменил в кнессете Менахема Поруша
19. 1 2  10 марта 1974 года Нисим Элиад сменил в кнессете Моше Коля
20. 1 2  10 марта 1974 года Ицхак Голан сменил в кнессете Гидеона Хаузнера
21. 1 2  Перешла в Социал-демократическую фракцию
22. 1 2 3 4 5 6  Вошёл в Объединённый арабский список

## Ключевые даты
- 18 январта 1974 — первое заседание кнессета 8-го созыва[14]
- 10 марта 1974 — утверждено правительство во главе с Голдой Меир[14]
- 27 марта 1974 — утверждён закон о бюджете на 1974 год (расходная часть в размере 8.7 миллиарда лир)[14]
- 3 июня 1974 — утверждено правительство во главе с Ицхаком Рабином[14]
- 26 июня 1974 — утверждён дополнительный закон о бюджете на 1974 год (расходная часть в размере 35,5 миллиарда лир)[14]
- 20 марта 1975 — утверждён промежуточный закон о бюджете на 1975 год (расходная часть в размере 11,2 миллиарда лир)[15]
- 30 июня 1975 — утверждён закон о бюджете на 1975 год (расходная часть в размере 56,2 миллиарда лир)[15]
- 21 июля 1975 — принят Основной закон о государственном хозяйстве[15]
- 11 ноября 1975 — председатель кнессета выступает с речью в связи с принятием ООН резолюции, осуждающей сионизм[16]
- 30 марта 1976 — утверждён закон о бюджете на 1976 год (расходная часть в размере 16,24 миллиарда лир)[17]
- 31 марта 1976:
  - принят Основной закон об армии[18]
  - фракция РАКАХ выносит вотум недоверия правительству в связи с гибелью арабских граждан Израиля в ходе проведения «Дня земли»[16]
- 29 июня 1976 — утверждён дополнительный закон о бюджете на 1976 год (расходная часть в размере 87,6 миллиарда лир)[17]
- 10 ноября 1976 — обсуждение вопроса о встречах израильтян с представителями Организации освобождения Палестины[16]
- 14 декабря 1976 — Религиозный фронт Торы выносит вотум недоверия правительству в связи с нарушением святости Шаббата в ходе церемонии приёмки самолётов F-15[16]
- 21 декабря 1976 — Ицхак Рабин уходит с поста премьер-министра. Начало работы переходного правительства[16]
- 17 мая 1977 года — выборы кнессета 9-го созыва[19]

## Законодательная деятельность
За время работы кнессета 8-го созыва им были приняты два Основных закона — компонента конституционной системы Государства Израиль. Ими стали Основной закон: Государственное хозяйство и Основной закон: Армия, принятые соответственно в 1975 и 1976 годах. Правительство Израиля также предприняло шаги в направлении принятия ещё двух Основных законов — о законодательном процессе и о гражданских правах, но религиозные партии заблокировали эти попытки.
Среди других важных законов, принятых кнессетом этого созыва, были закон о государственных предприятиях (1975), закон о местной власти (1975), регулирующий порядок выборов руководителей муниципальных образований, и Уголовный кодекс Израиля (1977).
В 1975 году кнессетом была сформирована следственная комиссия по статусу женщины, которую возглавила Ора Намир. Выводы этой комиссии положили начало изменениям в подходе к правам женщин в Израиле. В условиях усиления вооружённого конфликта с Организацией освобождения Палестины и другими арабскими военизированными группировками в кнессете часто обсуждались вопросы, связанные с ООП, в том числе тема контактов израильских граждан с представителями этой организации. Одновременно шли обсуждения переговоров с арабскими странами, соседствующими с Израилем, в том числе соглашения о прекращении огня с Египтом и Сирией, заключённые в 194 году, и промежуточный договор с Египтом, заключённый при посредничестве США.
Важной темой дискуссий в кнессете была экономика страны и финансовая политика правительства, направленная на обуздание инфляции и погашение дефицита платёжного баланса. Среди мер, предпринятых правительством, стала девальвация израильского фунта (лиры) на более чем 40 % в ноябре 1975 года. Внимание кнессета также привлекли обвинения функционеров «Маараха» в финансовых злоупотреблениях, ставшие, в частности, причиной судебного процесса над бывшим кандидатом в президенты Банка Израиля Ашером Ядлином и самоубийства министра строительства Авраама Офера, а ближе к концу полномочий кнессета и одной из причин ухода в отставку премьер-министра Рабина.